# Чумаков, Александр Павлович
Александр Павлович Чумаков — советский военный деятель, генерал-майор.

## Биография
Родился в 1907 году в Верхнеудинске. Член КПСС.
В РККА с 1929 года.
Участник Великой Отечественной войны: командир 1022-го стрелкового полка 269-й стрелковой дивизии, начальник штаба 193-й стрелковой дивизии, начальник штаба 45-го стрелкового корпуса, начальник штаба 37-й гвардейской стрелковой Речицкой Краснознамённой ордена Суворова дивизии
Окончил Академию Генерального штаба ВС СССР.
В 1965—1967 гг. — начальник штаба Уральского военного округа.
Умер после 1985 года.

## Награды
- Орден Ленина (30.12.1956)
- Орден Красного Знамени (21.10.1943, 06.03.1945, 19.11.1951)
- Орден Кутузова II степени (06.04.1945)
- Орден Отечественной войны I степени (18.03.1944)
- Орден Отечественной войны II степени (06.04.1985)
- Орден Красной Звезды (22.02.1943, 03.11.1944)